# Сергеево (Калининградская область)
Сергеево — посёлок в Багратионовском районе Калининградской области. Входит в состав муниципального образования сельское поселение Гвардейское.

## История
Прежнее название восходит к прусскому *Lautjai.
В 1946 году Кляйн Лаут был переименован в Сергеево.

## Население
| 2002 | 2010 |
| ---- | ---- |
| 8    | →8   |